# ヴェンセスラウ・ボーイェル

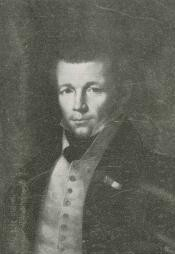
ヴェンセスラウ・ボーイェル

ヴェンセスラウ・ボーイェル（Wenceslas Bojer、Václav または Wenzel Bojer、1795年9月23日 - 1856年6月4日）は、ボヘミア生まれの博物学者、植物学者である。

## 生涯
ジェサニツェ（Řesanice）の庭師の息子に生まれた。ボーイェルも最初、庭師として働くが、植物学者のシュテルンベルク（Kaspar Maria von Sternberg）の指導を受け、博物学者のジーバー（Franz Sieber）の注意を引き、ウィーン帝立博物館に雇われた。1821年からジーバー、ヒルゼンベルク（Carl Hilsenberg）とともに、モーリシャスへ植物調査を行い、1822年には総督、ファーカー（Robert Townsend Farquhar）によってマダガスカルに派遣された。マダガスカルの西岸を旅し、アンタナナリボ（Antananarivo）に到った。1824年にアフリカで通訳として働き、何度かアフリカの海岸地域を探検し、植物や鉱物の大きなコレクションを作り上げた。モーリシャスに初めて設立された科学アカデミー（Société royale des Arts et des Sciences de l'île Maurice）の会員となった。1842年に博物館（Museum Desjardins）の学芸員になり、1848年からモーリシャスのパンプムス植物園の園長を務めた。1849年にドイツ自然科学アカデミー・レオポルディーナ (Leopoldina) の会員に選ばれた。
1850年代にモーリシャスのサトウキビの2/3に被害を与えたサトウキビ穿孔虫（Diatraea saccharalis:メイガ科）についての論文が最後の論文となり、ポートルイスで没した。
トカゲ科の種、Gongylomorphus bojeriiやEuphorbia bojeri Hook（ハナキリン Euphorbia miliiのシノニム）などマダガスカル原産の動植物の学名に名づけられた。

## 著作
- Hortus Mauritianus : ou énumération des plantes, exotiques et indigènes, qui croissent a l'Ile Maurice, disposées d'aprés la méthode naturelle, 1837.
- Espèces nouvelles de plantes à Madagascar et îles Comores, 1841.
- Planches relatives au genre Gærtnera Lam., 1847.
- Vahea madagascariensis et Cassia filipendula, 1847